# Douna
Douna är en ort i Burkina Faso.   Den ligger i regionen Cascades, i den sydvästra delen av landet, 400 km väster om huvudstaden Ouagadougou. Douna ligger 306 meter över havet och antalet invånare är 4 249.
Terrängen runt Douna är platt. Närmaste större samhälle är Soubakaniédougou, 19,9 km sydost om Douna.
Omgivningarna runt Douna är en mosaik av jordbruksmark och naturlig växtlighet. Runt Douna är det ganska glesbefolkat, med 26 invånare per kvadratkilometer.